# Кајмакчалан
Кајмакчалан је највиши врх планине Ниџе са 2.521 m надморске висине, на граници Северне Македоније према Грчкој (Мариово). Сачињен је од гнајса и гранита, а познат је као поприште најжешћих борби на Солунском фронту током Првог свјетског рата 1916. године. На њему је подигнута спомен капела где се налази и урна, у којој је (било) сахрањено срце доктора Арчибалда Рајса. Јужно од капеле стоји и костурница српских војника, освећена 12. јула 1935, у којој се налазе остаци палих бораца, доста костију је лежало на брду и годинама након битке.
Делегација Републике Србије први пут је посетила Кајмакчалан 2014. године.

## Обнова
На стогодишњицу (2016) Србија је обновила капелу и костурницу. Капела је добила нови кров, крст је поново исправљен. Фасада и костурница су префарбани.

## Галерија
- Кајмакчалан 1930. године
- Звоно код капеле
- Урна Арчибалда Рајса
- Бугарско митраљеско гнездо
- Костурница српских војника који су пронађени касније
- Костурница
- Костурница
- Капела 2008. године